# Isaiah Taylor
Isaiah Shaquille Taylor (Hayward, 11 de julho de 1994) é um jogador de basquetebol profissional norte-americano que defende o Houston Rockets na NBA.

## Carreira

### Houston Rockets (2016–presente)
Após não ser draftado em 2016, Taylor juntou-se à equipe do Houston Rockets para disputar a Summer League. Assinou contrato em 23 de setembro de 2016, mas foi dispensado no dia 16 de outubro, após ter jogado apenas três jogos da pré-temporada. Em 31 de outubro de 2016, ele foi adquirido pelo Rio Grande Valley Vipers, afiliado aos Rockets na D-League. Devido a uma lesão na virilha, Taylor perdeu boa parte da temporada dos Vipers em 2016–17. Em 12 jogos (sete como titular), Taylor teve médias de 21,1 pontos e 6,1 assistências por jogo, além de converter 49,7% dos arremessos de quadra, 41,3% dos arremessos de três pontos e 79,5% dos lances livres.
Em 27 de fevereiro de 2017, Taylor assinou um contrato de três anos sem garantia de permanência com o Houston Rockets. Em seguida, foi enviado de volta aos Vipers. Em 2 de abril de 2017, ele foi retirado da D-League para estrear na NBA em uma vitória dos Rockets sobre o Phoenix Suns por 123–116.